# Fondo delle Nazioni Unite per lo sviluppo del capitale
Il Fondo delle Nazioni Unite per lo sviluppo del capitale (United Nations Capital Development Fund, UNCDF), nell'ambito del sistena delle Nazioni Unite, ha il compito di finanziare le microimprese nei paesi meno sviluppati.

## Storia
Il Fondo delle Nazioni Unite per lo sviluppo del capitale è stato costituito dall'Assemblea generale delle Nazioni Unite il 13 dicembre 1966 con il mandato di «assistere i paesi in via di sviluppo nello sviluppo delle loro economie integrando le risorse esistenti per l'assistenza delle attrezzature per mezzo di sovvenzioni e prestiti».
Il 13 dicembre 1973 l'Assemblea generale delle Nazioni Unite ha variato il mandato soprattutto a favore dei paesi meno sviluppati.
Il mondo è cambiato da quando l'UNCDF è stato fondato nel 1966, adattandosi alle esigenze dei paesi beneficiari, tuttavia, il suo scopo è rimasto invariato: «sbloccare fondi pubblici e privati per aiutare le persone povere».
Nei successivi vent'anni l'UNCDF ha finanziato infrastrutture singole – strade, ponti, sistemi di irrigazione – principalmente in Africa, ricevendo circa 40 milioni di dollari all'anno di finanziamenti di base, operando dagli uffici nazionali dell'UNDP.
Intorno al 1995, l'UNCDF iniziò a concentrarsi sul ruolo che i governi locali potevano svolgere nella pianificazione, finanziamento e sostegno degli investimenti di capitale; da allora, gli investimenti efficaci in infrastrutture e la fornitura di servizi attraverso una gestione finanziaria pubblica decentralizzata sono stati i pilastri dell'UNCDF. Risale a quegli anni anche un altro importante settore di sua competenza, la microfinanza, in cui molti dei suoi progetti di sviluppo rurale avevano componenti creditizie.
Le risorse dell'UNCDF rimangono modeste rispetto a quelle di molte organizzazioni multilaterali. Anche così, ha sviluppato una notevole esperienza nell'andare dove gli altri non vogliono, facendo leva su maggiori capitali pubblici e privati. Nella valutazione del 2008 del governo svedese: «l'UNCDF dovrebbe essere visto come un attore di sviluppo rivoluzionario, piuttosto che un meccanismo di finanziamento».
Nel 2013, l'UNCDF ha ricevuto il punteggio più alto nello SmartAid for Microfinance Index, che misura l'efficacia complessiva nella microfinanza.
Il Quadro strategico dell'UNCDF 2014-2017 prevedeva 25 milioni di dollari annui per realizzazioni in 40 paesi meno sviluppati e sostenere gli sforzi dell'UNCDF per mobilitare l'aiuto pubblico allo sviluppo per sfruttare ulteriori risorse pubbliche e private per gli investimenti.
Il 13 dicembre 2016 l'UNCDF ha celebrato il cinquantenario della fondazione.
Il Quadro strategico dell'UNCDF 2018-2021, in linea con l'Agenda 2030, mira a sostenere il raggiungimento degli obiettivi di sviluppo sostenibile 1 (Sconfiggere la povertà) e 17 (Partnership per gli obiettivi) nei paesi meno sviluppati facendo funzionare la finanza per inclusione, in collaborazione con l'UNDP e altri partner delle Nazioni Unite.
Nel 2018 l'UNCDF ha adottato la Strategia sull'uguaglianza di genere e l'emancipazione delle donne (2018-2021), che mira a rafforzare la programmazione sull'uguaglianza di genere e promuovere l'emancipazione delle donne in linea con il quadro strategico generale dell'UNCDF. Complessivamente, circa il 52,7% delle spese del programma UNCDF nel 2019 ha fornito un contributo significativo o di principio all'emancipazione delle donne.
Nel 2019 l'UNCDF ha lanciato la Strategia per l'economia digitale che, con il motto Leaving No One Behind in the Digital Era, intende dotare milioni di persone per l'utilizzo dei servizi digitali entro il 2024 nel perseguimento degli obiettivi di sviluppo sostenibile.
Nel 2022 l'UNCDF ha adottato il Quadro strategico 2022-2025, con il quale il Fondo conferma l'impegno in settori quali i servizi finanziari digitali, la finanza trasformativa locale e il finanziamento delle piccole e medie imprese, utilizzando l'intera gamma di strumenti finanziari dell'UNCDF, inclusi prestiti e garanzie. Così facendo, le valutazioni cercheranno di comprendere i principali risultati del suo lavoro con le organizzazioni partner e dei loro contributi combinati ai cambiamenti nei sistemi di mercato, flussi aggiuntivi di capitale pubblico e privato come la trasformazione economica più inclusiva, diversificata e verde che l'UNCDF cerca di sostenere. In tal modo, le valutazioni presteranno molta attenzione agli obiettivi di sviluppo sostenibile 1, 8 (Lavoro dignitoso e crescita economica) e 17.

## Paesi finanziati
- Bangladesh
- Benin
- Bhutan
- Birmania
- Burkina Faso
- Burundi
- Cambogia
- Camerun
- RD del Congo
- Costa d'Avorio
- Etiopia
- eSwatini
- Figi
- Gambia
- Ghana
- Guinea
- Laos
- Lesotho
- Liberia
- Madagascar
- Malawi
- Malaysia
- Mali
- Mozambico
- Nepal
- Niger
- Papua Nuova Guinea
- Ruanda
- Isole Salomone
- Samoa
- Senegal
- Sierra Leone
- Somalia
- Tanzania
- Togo
- Tuvalu
- Uganda
- Vanuatu
- Vietnam
- Zambia

## Mandato
I paesi meno sviluppati sono abitati da 1,08 miliardi di persone e rappresentano l'1,3% del PIL mondiale. Il decennio 2021-2030, previsto dalle Nazioni Unite per raggiungere gli obiettivi di sviluppo sostenibile, è iniziato con una crisi sanitaria (Covid-19) oltre al cambiamento climatico in corso che potrebbero spingere nella povertà estrema ulteriori 32 milioni di persone che vivono nei paesi meno sviluppati. Questi paesi hanno bisogno di capitali da investire nelle infrastrutture e nello sviluppo umano per costruire organismi, stabilire sistemi di mercato, sostenere l'imprenditorialità, sfruttare il potenziale dei giovani e raggiungere standard di vita di base per tutti.
Il mandato dell'UNCDF consiste nel catalizzare e investire capitalei per sostenere i paesi meno sviluppati nel raggiungimento della crescita sostenibile e dell'inclusività previste dall'Agenda 2030 per lo sviluppo sostenibile e dal Programma d'azione di Doha per i paesi meno sviluppati 2022-2031.
Con il Quadro strategico 2022-2025, l'UNCDF realizzerà il suo pieno potenziale come organizzazione ibrida e istituzione finanziaria per lo sviluppo, adempiendo al suo mandato con impiego di capitali, servizi di consulenza finanziaria e catalizzazione dei capitali.
L'impegno avverrà in cinque aree prioritarie, comprese le aree faro consolidate delle economie digitali inclusive e della finanza trasformativa locale, nonché le aree emergenti dell'emancipazione economica delle donne, del finanziamento del clima, dell'energia e della biodiversità e dell'alimentazione sostenibile finanziamento dei sistemi.

### Aree prioritarie
- Economie digitali inclusive. La strategia Leaving no one behind in the digital era si basa su oltre un decennio di esperienza nell'inclusione finanziaria digitale in Africa, Asia e Pacifico. L'UNCDF utilizza la finanza digitale a sostegno degli Obiettivi di sviluppo sostenibile per promuovere economie digitali inclusive. Lo scopo è di consentire a milioni di persone entro il 2024 di utilizzare quotidianamente servizi che sfruttano l'innovazione e la tecnologia e contribuiscono agli Obiettivi di sviluppo sostenibile, affrontando le disfunzioni di mercato che escludono le persone che vivono nell'ultimo miglio.[14]
- Finanza trasformativa locale. L'UNCDF adotta un approccio di finanziamento ad impatto trasformativo per promuovere la fornitura di servizi, gli investimenti in infrastrutture e lo sviluppo economico locale che mantenga valore all'interno del territorio locale. Lavorando con i governi locali, le banche nazionali e le imprese locali UNCDF progetta, guida e testa meccanismi di finanziamento e modelli d'affari sia nel settore pubblico che in quello privato che sostengono investimenti pubblici progettati a livello locale e progetti di investimento di capitale che generano entrate. Gli strumenti per il finanziamento degli investimenti comprendono il decentramento fiscale, i fondi di sviluppo locale per la programmazione degli investimenti di capitale pubblico, il finanziamento strutturato dei progetti, il finanziamento municipale, il finanziamento delle piccole e medie imprese e il partenariato pubblico-privato.[15]
- Emancipazione delle donne e delle giovani. L'eliminazione delle disuguaglianze di genere e l'emancipazione delle donne e delle giovani in tutti gli aspetti della vita daranno un contributo cruciale alla realizzazione dell'obiettivo 5 dell'Agenda 2030, fungendo da catalizzatore per accelerare lo sviluppo sostenibile in generale.[16]
- Finanziamenti per il clima, l'energia e la biodiversità. L'UNCDF offre una serie di soluzioni per i paesi meno sviluppati e per i paesi in via di sviluppo nelle aree specifiche della finanza climatica, dell'energia pulita e della biodiversità.[17]
- Finanziamenti di sistemi alimentari sostenibili. L'UNCDF ha una lunga esperienza di interventi sia diretti che indiretti nei sistemi alimentari e nella sicurezza alimentare. Nel tempo l'obiettivo iniziale sul sostegno agli investimenti in beni e servizi pubblici delle amministrazioni locali attraverso il Fondo di sviluppo locale si è allargato sino ad includere la questione di come la spesa pubblica possa stimolare lo Sviluppo economico locale attraverso la promozione di attività produttive nelle attività e nelle filiere agricole.[18]